# Адлер Мангейм

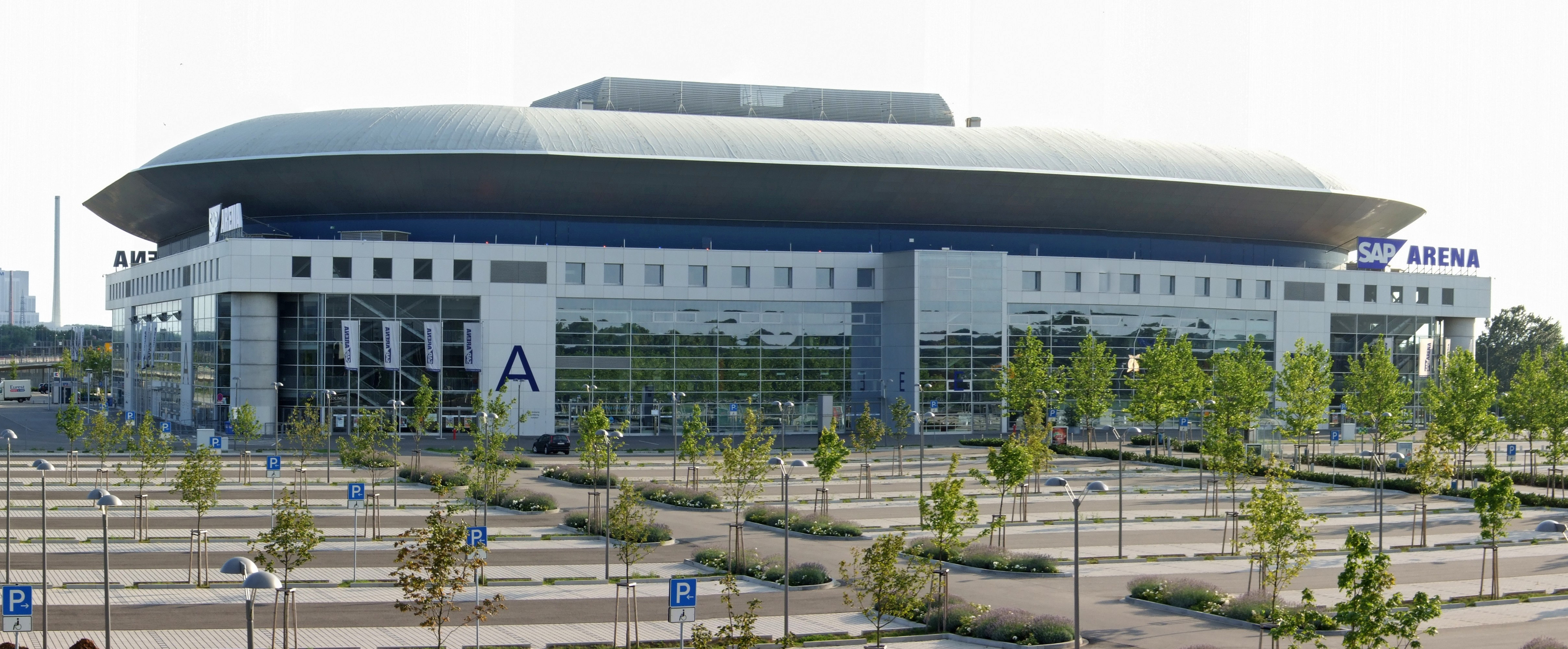
САП-Арена снаружи

«Адлер Мангейм» (нем. Adler Mannheim — «Орлы Мангейма») — немецкий хоккейный клуб из города Мангейма. Выступает в Немецкой хоккейной лиге. Чемпион Германии 2019 года.

## История
В 1938—1994 клуб назывался «Маннхаймер ЕРК» (нем. Mannheimer ERC).
С 1994 года — «Адлер Мангейм» (Adler Mannheim).
С 2005 года клуб проводит домашние матчи на САП-Арена в Мангейме.

## Достижения
- Чемпион Немецкой Бундеслиги / Немецкой хоккейной лиги (DEL) (8): 1979/80 / 1996/97, 1997/98, 1998/99, 2000/01, 2006/07, 2014/15, 2018/19.
- Вице-чемпион Германии — 1982, 1983, 1985, 1987, 2002, 2005, 2012.
- Обладатель Кубка Германии — 2003, 2007.
- Финалист Кубка Германии — 2006

## Известные игроки
- Виталий Ааб
- Йохен Хехт
- Крис Ли
- Рэй Эмери
- Эндрю Дежарден